# 罗马人民大会
罗马人民大会，是古罗马时期羅馬共和國的权力机构，主要是立法機構。大会採用直接民主制，由普通公民而非选举出來的代表行使权力。罗马人民大会与罗马元老院的组織是当今议会兩院制的雛形。大會授予正式的政府權力，設給四個獨立分開的人民會議—區會議、百人會議、部族會議、以及平民會議。大会与近代議會不同，兼有立法、司法與選舉的功能，就像近代議會制的下議院一樣，雖然沒有權力分立，但體制存在制衡，在羅馬共和國中是非凡出眾地精心結構的。他們擁有權力去制定追溯法令，溯及既往地，使既成法律不合法。

## 區會議
區會議，又称“库里亚大会”，是最為古老的羅馬會議，在卡拉塔會議之後，代表原始的三個羅馬部族，分成三十個“區”(库里亚)作為投票單位，各區內部投票後，每區在大會投一票。這項機制，原始地選出所有較高階的長官，但是後來只確認與舉行就職典禮，那些被百人會議所選出的人。

## 百人會議
百人會議，又称“森都利亚大会”，包括貴族與平民兩者，組織成五個經濟階級(騎士經濟階級與元老階級是第一階級)，而且分配，在內部的分派當中，稱為百人隊。身份資格，在百人會議中，需要確定的經濟地位，而且權力已重重地授與第一與第二階級。百人會議，開會每年地，去選出次年度的執政官與副執政，以及每五年去選出監察官。它也開會去審理叛國重罪(perduellio)的案子，儘管這後來的功能廢而不用。

## 部族會議
部族會議包括貴族與平民兩者，分配在三十五個部族當中，所有的羅馬公民被安置在其中，為了管理與選舉的目的。羅馬城市人口的絕大多數，被分配在四個城市的部族之中，它意味著，他們的票數就個人而言是不重要的。就像百人會議，投票是間接的，以一票分配給各自的部族。投票因此嚴重地傾斜，有利於三十一個農村部族。部族會議開會，在民會會場的凹處，在羅馬中樞區，而且選出市政官、財務官以及军事保民官。它處理大多數的審判，直到獨裁官盧基烏斯·科爾內利烏斯·蘇拉建立常設的法庭(quaestiones)。

## 平民會議
平民會議也是部族會議，但是貴族被禁止參與。只有平民保民官能夠召開平民大會，而且它慣例地開會在民會會場的凹處(貴族的元老常常觀望從霍斯提里烏斯會所的階梯，以及問難保民官，在開會的時候。羅馬的政治，是相當地更為粗暴蠻橫，比起甚至近代的英國下議院)。平民大會是共和之受惠的立法機構，儘管技術上來說，它的法律被稱為“公民投票”。它選舉市政官(只是平民)，以及平民保民官，而且進行審判；後者的功能在蘇拉建立常設法庭之後被廢除。

## 元老院
雖然常設的羅馬元老院通過元老院敕令(senatus consulta)，建議法律與措施，這些是適合相比的，與近代聯合國的決議，而且並未實際上地貫徹任何法律的力量—除了在元老院議決為捍衛共和(senatus consultum de republica defendenda)的案件中，所謂的最終敕令，建立袖珍的獨裁官(pocket dictator)，透過指示執政官去留心著共和不應受到傷害，以及在元老院終極議決的案件中，一種深思熟慮，以動亂(tumultus)的命令為依據，而且那常常導致iustitium，意思是停止或法律之停止的公佈。
前者能夠被看到，在朱古達戰爭的指導中，當元老院通過元老院議決，延展克溫圖斯·凱奇利烏斯·美提路斯·努米狄庫斯的保有期，身為最高指揮官，但是平民大會通過公民投票，指派蓋烏斯·馬利烏斯替換美提路斯·努米狄庫斯的。雖然凱撒被元老院議決提名為山南高盧人與伊里利庫姆的資深執政官，他卻被公民投票給予纳博讷高卢。第二個例子能夠被看到，在漢尼拔入侵意大利的前後關係中。元老院終極議決呼籲所有的公民，去採取不論什麼必要的措施，對國家的拯救。動亂(Tumultus)是社會與政治本質的事件，需要非常的措施。動亂的宣告常常導致停止(iustitium)的公佈，根據它，公民被呼籲去捍衛國家，而且留神著無使傷害到達它。
元老院也有能力去恢復法律的治理，在緊急期間的結束時，以及歸還共和長官的統治大權。這就是案例，漢尼拔戰敗之後。
在政治上的術語，雖然，尊崇的表示“元老院及羅馬人民”，常常表示羅馬國家，清楚地證實全面的認知，即羅馬合法地被人民的意志(在會議中)，與元老院，以及在他們的威權之下，被長官所治理。只有當元首制已建立之時 - 合法地在共和之內，它從未被撤銷 - 的是權力的移轉至皇帝，不再是一位'臨時的'強人，好像與獨裁官相反，開始去具體表現國家政治上地，雖然從未依照法律，而且從此使羅馬的莊嚴(maiestas)具體化。

## 蘇拉的改變
在公元前88年，羅馬獨裁官蘇拉在他的執政官任期通過一系列的三條法律，阻礙部族會議與平民會議考慮任何的法律，除非它被元老院議決，以贊同的"請通過"("do pass")的建議送至會議。他的第四條法律，再建構百人會議，以致於第一階級元老階級與最有勢力的騎士經濟階級具有接近百分之五十的投票權力。他的第五條法律，剝奪兩個人民大會部族會議與平民會議的立法功能，把所有的立法權，交給再建構的百人會議手中。部族會議已保留著確定長官的選舉，與審判的指導 — 但是沒有審判能夠被舉行，除非被元老院議決授權。 
這些改革被馬略與秦納所領導的平民派推翻，然而又被蘇拉在他的獨裁官任期時恢復，而且再度被推翻。它們說明一種極為廣泛的昇降浮沉與直接的轉換，在羅馬國家的體制中，在共和與帝國的期間，權力轉移至元老院。